# História do Paquistão
O Paquistão é um dos países criados com a dissolução do império colonial britânico da Índia, em 1947. A história antiga do Paquistão se inicia a cerca de 3 000 a.C..

## Antecedentes da independência
O governo britânico passou a exercer o controle direto da Índia a partir da revolta dos sipais, de 1857, quando revogou as prerrogativas de que gozava, desde 1756, a Companhia das Índias Orientais. O Partido do Congresso foi criado em 1885 com o propósito de representar a imensa maioria hindu do subcontinente indiano; em reação, a Liga Muçulmana (All-India Muslim League) foi instituída em 1906 para preservar os interesses daquela minoria. Apesar do crescente número de conversões ao islã, os muçulmanos ressentiam-se da posição dominante dos hindus na indústria, no comércio, na educação e no setor público. Quando o Congresso e a Liga se decidiram, ambos, pela independência, não lograram acordar uma fórmula que permitisse a proteção dos direitos políticos, econômicos e religiosos dos muçulmanos.
A origem do nome Paquistão é motivo de debate. Para alguns, significa "o país dos puros" (pak, "puro"; stan, "terra, país") em urdu. Para outros, proviria de um acrônimo para os territórios de população muçulmana no sul da Ásia, criado por Choudhary Rahmat Ali, nacionalista muçulmano e estudante de Cambridge, divulgado pela primeira vez em 28 de janeiro de 1933: P de Punjabe; A para as terras afegãs; K de Kashmere (Caxemira); S de Sind; e tan de Baluchistan (Baluchistão).
Atribuída a Syed Ahmad Khan, político muçulmano, antigo magistrado e criador de escolas e universidades, a ideia de um Estado separado foi formalizada pelo poeta e filósofo Allama Muhammad Iqbal durante um discurso perante a sessão anual da Liga Muçulmana em 1930, em Allahabad. Em 23 de março de 1940, em Lahore, a Liga , presidida por Muhammad Ali Jinnah, adotou oficialmente a teoria das Duas Nações, por meio da Declaração de Lahore.

## Nascimento do Paquistão
A Segunda Guerra Mundial constituiu-se em oportunidade para
nacionalistas indianos, perante um governo britânico desejoso da cooperação indiana durante o conflito. Gandhi e o Congresso lançaram então o movimento Quit India ("Saia da Índia", bordão dirigido aos britânicos), ao qual a Liga Muçulmana não se associou de maneira formal. Seguiu-se um período de violência descontrolada na Índia, provocado pela repressão ao movimento de desobediência civil de Gandhi e agravado pela fome catastrófica que levaria à morte três milhões de pessoas na Bengala, em 1943.

### Partição e independência
Decididos a abandonar a Índia a partir de 1945, os britânicos depararam em 1946 com a multiplicação dos confrontos sangrentos entre a comunidade muçulmana, de um lado, e as comunidades siques e hindus, de outro. A Liga, que continuava a exigir a criação de um Estado distinto nas regiões de maioria islâmica, sagrou-se vencedora na maior parte das zonas eleitorais muçulmanas nas eleições de 1946. Os britânicos decidiram-se, então, em favor da partição do país, apesar da oposição de Nehru e Gandhi. A Lei de Independência Indiana (Indian Independence Act) aprovada pelo parlamento britânico, entrou em vigor à 00:00 h do dia 15 de agosto de 1947, momento em que o Reino Unido transferiu a soberania local para os novos Estados independentes da Índia e do Paquistão, que se tornam então membros da Commonwealth.

## O novo Estado
O Paquistão, de maioria muçulmana, viu-se imediatamente dividido em duas regiões distintas, separadas por 1 700 km: o Paquistão Oriental (que se declararia independente em 1971 com o nome de Bangladesh), e o Paquistão Ocidental, composto pelo Sind, Punjabe Ocidental, Baluchistão, província da Fronteira Noroeste e alguns outros territórios menores.
A partição deu causa a enormes deslocamentos populacionais. Mais de seis milhões de muçulmanos indianos refugiaram-se no novo Estado paquistanês, enquanto igual número de hindus e siques abandonaram o Punjabe rumo à Índia, devido à violência e aos massacres de fundo étnico que deixaram mais de 500 000 vítimas. Não obstante, um terço dos muçulmanos continuou a residir na Índia.

### Formação do Estado
Muhammad Ali Jinnah, denominado Qaid-i-Azam ("Luz da Nação"), tornou-se o governador-geral do novo Estado, com Liaquat Ali Khan no cargo de primeiro-ministro. O Paquistão deu início a sua vida nacional sem funcionários públicos qualificados e sem infraestrutura administrativa na capital improvisada de Carachi. Mesmo assim, foi confrontado com a necessidade de lidar com refugiados, dar partida numa economia autônoma e instituir e treinar forças armadas.
Após o fim do domínio britânico, o dirigente hindu do Jammu e Caxemira, marajá Hari Singh, da dinastia Dogra, pediu o auxílio do exército indiano para rechaçar as incursões de tribos pachtuns provenientes do Paquistão e apoiadas por parte da população local e, veladamente, pelo exército paquistanês. Em 26 de outubro de 1947, em que pese o fato de a maioria da população de Jammu e Caxemira (78 por cento) ser muçulmana, o marajá assinou o tratado de adesão à Índia, abrindo caminho para que as forças indianas entrassem naquele principado. O Paquistão não aceitou a decisão do marajá caxemira, que marcou o início de uma série de conflitos armados entre as forças armadas indianas e paquistanesas. O cessar-fogo negociado sob a égide da ONU entrou em vigor em janeiro de 1949 e, com base na chamada linha de controle (que separa as forças dos dois países), a Índia manteve o controle de dois terços da Caxemira, que passaram a formar o estado federal indiano de Jammu e Caxemira, com capital em Srinagar; o Paquistão administra o terço restante, que subdividiu em Caxemira Livre (com capital em Muzaffarabad) e Territórios do Norte (com capital em Gilgit).
De imediato, o país sofreu com a instabilidade no plano político e foi confrontado com grandes dificuldades econômicas. Jinnah morreu em 1948 e o primeiro-ministro Liaqat Ali Khan foi assassinado em outubro de 1951 por um fanático afegão. A escassez de líderes não foi resolvida nem com os primeiros-ministros Nazimuddin (1951-1953) e Muhammad Ali (1953-1955), nem com o governador-geral Ghulam Muhammad (1951-1955).
Uma onda de descontentamento percorreu o Paquistão Oriental, que se sentia posto de lado por um governo federal geograficamente distante. A Liga Muçulmana fracassou em diversas eleições, especialmente em 1954: um novo pleito então foi organizado e formou uma nova Assembleia Nacional que já não era controlada pela Liga. Com Chaudhri Muhammad Ali no cargo de primeiro-ministro e Iskander Mirza como governador-geral, a Assembleia Nacional elaborou uma nova constituição.
Com a promulgação daquela constituição, em 23 de março de 1956, o Paquistão tornou-se a primeira república islâmica do mundo; Mirza foi eleito presidente provisório. A instabilidade política prosseguiu, porém, devido à falta de uma maioria clara na Assembleia, que levava a frequentes mudanças de governo, bem como à corrupção generalizada no meio político e à precária situação econômica, apesar da ajuda internacional.
Confrontado com a impossibilidade de controlar a agitação no Paquistão Oriental, o Presidente Mirza voltou-se para o comandante das forças armadas, General Maomé Aiube Cã. Em 8 de outubro de 1958, Mirza revogou a constituição e declarou a lei marcial.

### Golpe militar e criação do Bangladesh (1958-1972)
Vinte dias depois, os militarem forçaram o Presidente Mirza a exilar-se, permitindo que o General Maomé Aiube Cã assumisse o poder no Paquistão e instituísse uma ditadura militar. Seguiu-se uma série de reformas, como a agrária, um plano de desenvolvimento econômico, restrições à poligamia e ao divórcio e, em 1962, uma nova constituição que estabeleceu como línguas oficiais o bengali e o urdu. Islamabade tornou-se a capital nacional e Daca, a capital legislativa.
Os problemas no Paquistão Oriental continuaram. A Liga Awami (socialista) reuniu os descontentes bengalis em detrimento da Liga Muçulmana. Apesar de alguns avanços diplomáticos, as relações com a Índia continuavam tensas, em parte por conta da questão da Caxemira, e também devido aos conflitos intercomunitários dentro do território indiano, como o massacre de milhares de muçulmanos em Madhya Pradesh, em 1961. As relações com o Afeganistão também se deterioraram entre 1961 e 1963, após incidentes de fronteira incentivados pela URSS, que desejava a criação de um "Pachtunistão" independente.
Após uma segunda guerra travada em 1965 por motivo da Caxemira, o presidente Aiube Cã e o primeiro-ministro indiano Lal Bahadur Shastri assinaram a Declaração de Tasquente, mediada pela URSS, segundo a qual as duas partes acordavam um cessar-fogo, a retirada para as posições pré-conflito e o reatamento de relações diplomáticas. A questão da Caxemira continuou em aberto. Zulfikar Ali Bhutto, ministro do exterior durante a guerra, demitiu-se por causa do que entendeu ser o abandono da Caxemira pelo Paquistão e formou o Partido Popular Paquistanês (PPP), mais próximo do socialismo.
O Presidente Aiube Cã demitiu-se em março de 1969 após grande convulsão interna ocorrida no fim de 1968, transmitindo o poder ao General Muhammad Yahya Khan, que decretou nova lei marcial.
Nas eleições de 1970, a Liga Awami do xeque Mujib-ur-Rahman conquistou 153 dos 163 assentos atribuídos ao Paquistão Oriental, enquanto o PPP de Bhutto passou a dominar o restante da Assembleia. A sessão inaugural da nova legislatura foi por duas vezes adiada por Yahya Khan, quem terminou por anular os resultados eleitorais. A Liga Awami foi proibida e o Xeque Mujib-ur-Rahman, detido no Paquistão Ocidental.
Nessas condições, o Paquistão Oriental declarou então a sua independência, com o nome de Bangladesh, em 26 de março de 1971. Em reação, o governo central paquistanês declarou lei marcial no Paquistão Oriental e determinou que o exército ocupasse aquele território. A guerra civil subsequente deixou centenas de milhares de civis mortos e 10 milhões de refugiados, acolhidos pela Índia. Esta prestou seu apoio ao Bangladesh e finalmente entrou no conflito em dezembro de 1971. Após uma guerra de quinze dias - a terceira entre Paquistão e Índia - as tropas paquistanesas renderam-se e declarou-se um cessar-fogo. Um acordo assinado em Shimla em 1972 contribuiu para reduzir as tensões e o Xeque Mujib-ur-Rahman foi solto e autorizado a retornar ao Bangladesh, que foi reconhecido pelo Paquistão em 1974.

### Governo civil e Ali Bhutto (1971-1977)
Em seguida à derrota frente à Índia, Yahya Khan demitiu-se do cargo de presidente em favor de Zulfikar Ali Bhutto, do Partido Popular Paquistanês (PPP), conformando-se então o retorno dos civis à alta administração do país. Em 1973, adotou-se uma nova constituição, de modelo federalista. A figura presidencial tornou-se principalmente simbólica, com os poderes do Estado transferidos para o primeiro-ministro, para cujo cargo a Assembleia Nacional elegeu Bhutto.
Desde 1972, Bhutto dera início a um vasto programa de nacionalizações, principalmente das indústrias de base, e a um ambicioso projeto de reforma agrária. Todos os bancos foram nacionalizados em janeiro de 1974. Os militares foram alijados dos cargos de decisão política, mas o orçamento destinado à defesa nacional foi ampliado para 6 por cento do PIB. Não obstante, as iniciativas de Bhutto geraram descontentamento, em especial entre os empresários, ressentidos com as nacionalizações, e entre os religiosos, que rejeitavam a política de tendência socialista.
Em 1972, o serviço de informações paquistanês descobriu que a Índia estava perto de desenvolver uma bomba nuclear; em reação, Bhutto formou um grupo de engenheiros com o propósito de fazer o mesmo. Em 1974, após o teste nuclear indiano, Bhutto prometeu que o Paquistão teria a sua bomba "mesmo que tenhamos que comer capim e folhas". Durante o governo Bhutto, uma séria revolta ocorrida no Baluchistão foi reprimida com o auxílio presumido do xá do Irã, temeroso de que a rebelião contaminasse o Sistão-Baluchistão iraniano.
Nas eleições gerais de 1977 - o segundo pleito geral da história do Paquistão - nove partidos de oposição aliaram-se contra o PPP. O resultado, porém, favoreceu o o partido de Bhutto, que elegeu 150 deputados numa Assembleia de 200 assentos. A oposição contestou violentamente os resultados, que teriam sido marcados, alegava, pela fraude e coação. Estalaram então manifestações e distúrbios no país.
Frente a esta situação, o General Muhammad Zia-ul-Haq decidiu impor a lei marcial no Paquistão, em 5 de julho de 1977.

### Regime militar Zia (1977-1988)
Ali Bhutto foi preso, julgado e condenado à morte pelo suposto assassinato de um rival político do PPP. Apesar dos apelos do Ocidente, o ex-primeiro-ministro foi enforcado em 1979. Apesar de afirmar inicialmente que sua permanência no poder seria temporal, até que o Paquistão recuperasse a estabilidade interna, Zia adiou indefinidamente eleições e terminou por decretar a dissolução dos partidos políticos. Os partidos de centro e de esquerda, por inspiração do PPP, criaram o Movimento pela restauração da democracia (MRD) em 6 de outubro de 1981, exigindo o fim da lei marcial, novas eleições e o restabelecimento da constituição de 1973.
O governo Zia reprimiu com severidade protestos da oposição civil e empreendeu uma paulatina islamização da sociedade paquistanesa, no que foi apoiado pelos partidos tradicionais e opositores do laicismo implementado por Bhutto. Pouco a pouco, instituíram-se impostos de origem religiosa, como a esmola obrigatória exigida pelo Alcorão. Criou-se um tribunal federal para aplicar a xariá. A blasfêmia contra Maomé passou a ser punível com a pena de morte. A chamada Majlis-i-Shoora substituiu a Assembleia Nacional em 1980, perdendo suas funções legislativas para tornar-se um conselho do presidente. A língua árabe e os estudos islâmicos passaram a ser matérias obrigatórias na maior parte dos estabelecimentos de ensino superior. A mídia também foi incluída neste processo, com a instalação de jornais televisivos em árabe, a exigência de que as apresentadoras cobrissem a cabeça e a difusão pela televisão do chamado à oração. No exército, patentes do oficialato são conferidas a teólogos.
Embora a islamização do país desagradasse os Estados Unidos, a Casa Branca seguiu ajudando financeiro ao regime de Zia, já que o Paquistão era um dos principais aliados dos norte-americanos durante a Guerra Fria. O governo paquistanês deu suporte aos guerrilheiros mujahidins afegãos contra o regime pró-soviético em Cabul. Desde 1979, quando as forças soviéticas invadiram o Afeganistão, Zia tonrou-se um dos principais opositores da ocupação no país vizinho.
Em 19 de dezembro de 1984, um referendo convocado por Zia sobre sua política de islamização, boicotado pelo MRD, deu 97,7% de votos favoráveis ao governo - ante uma participação de 62,1% do eleitorado. No mesmo pleito, Zia foi eleito para o cargo de presidente por um período de cinco anos.

#### Restauração de uma ordem constitucional
Em 25 de fevereiro de 1985, ocorreram as primeiras eleições legislativas no país, também boicotadas pelo MRD, desde 1977, e no final desse ano, Zia suspendeu a lei marcial. Essas eleições permitiram a restauração de uma Assembleia Nacional dotada de poderes legislativos. Zia nomeou Muhammad Khan Junejo para o cargo de primeiro-ministro. Apesar de esforços, Junejo não conseguiu reformar o sistema político, fortemente controlado por Zia. As tensões acerca da questão afegã se acumulavam entre o Presidente Zia e o Primeiro-Ministro Junejo.
A evolução democrática do regime pode ser explicada pelas pressões americanas que acompanhavam o auxílio financeiro. Entrementes, o êxodo maciço de civis afegãos para o Paquistão deu causa a enormes dificuldades para um país de economia precária e de organização política instável. Junejo tentou consolidar um consenso nacional, ao consultar o conjunto das forças políticas paquistanesas, inclusive Benazir Bhutto, quem sucedera ao pai à frente do PPP. Esta movimentação não contava, porém, com a aprovação de Zia, que terminou por demitir o governo Junejo e, em seguida, por dissolver os legislativos federais e provinciais.

#### Morte de Zia
Em 29 de maio de 1988, Zia endureceu o regime novamente com a dissolução da Assembleia Nacional e a destituição do primeiro-ministro Muhammad Khan Junejo, tendo o próprio Zia assumido o posto. Em 15 de junho, o ditador decretou a xariá (lei islâmica). Em 17 de agosto, o avião em que viajavam Zia, o embaixador dos Estados Unidos e outras 28 pessoas, foi sabotado e caiu minutos depois de decolar do aeroporto de Bahawalpur.

### Democracia Civil (1988-1999)
Com a morte de Zia, Ghulam Ishaq Khan assumiu a presidência provisória do Paquistão, que convocou novas eleições para o país e abriu o caminho para a redemocratização paquistanesa. O PPP venceu as eleições de novembro de 1988, sem lograr obter uma maioria absoluta. Com o apoio de partidos menores, Benazir Bhutto foi nomeada primeira-ministra - a primeira mulher a exercer tal cargo num Estado muçulmano. Apesar de sua grande popularidade, Bhutto foi confrontada com numerosas dificuldades, como a violência étnica, problemas devidos à ocupação soviética do Afeganistão, a contínua tensão com a Índia. Os militares, por sua vez, hesitavam em sustentar um regime que apresentava uma aparência de corrupção e ineficiência. A coalizão governamental terminou por dissolver-se, com um voto de censura apresentado pelos partidos menores. Surgiu um conflito entre o Presidente Ishaq Khan e a primeira-ministra a respeito das nomeações dos militares de alta patente e dos altos magistrados. Em 6 de agosto de 1990, o presidente destituiu Bhutto e seus ministros e dissolveu a Assembleia Nacional e os legislativos provinciais.
As eleições de novembro de 1990 resultaram na vitória da coalizão dirigida por Mian Muhammad Nawaz Sharif, ex-ministro-chefe do Punjabe e líder da Aliança Democrática Islâmica (IJI). A IJI dispunha de maioria de três-quartos na Assembleia Nacional e do controle dos quatro parlamentos provinciais. Gozava, ainda, do apoio dos militares e do Presidente Ishaq Khan. Nawaz Sharif adotou um programa de privatização, de desregulação e de incentivo ao setor privado e ao investimento estrangeiro. Os efeitos deste programa foram contrabalançados pela drástica redução do auxílio americano, em virtude do Pressler Amendment, que visava a impedir a continuação do projeto nuclear paquistanês. Enquanto o governo buscava modernizar á economia do país, o legislativo aprovou em maio de 1991 uma lei que reforçava o estatuto da charia. A dificuldade em conciliar os diversos interesses dentro da coalizão governamental e as acusações de corrupção contra o primeiro-ministro fizeram o presidente demitir o governo em abril de 1993, por má administração, corrupção e nepotismo. O Supremo Tribunal cassou esta decisão em maio e restabeleceu o governo Nawaz Sharif. A crise resolveu-se com a demissão de presidente e primeiro-ministro em 18 de julho de 1997.
O governo de Moin Qureshi, ex-vice-presidente do Banco Mundial, logrou adotar, em pouco tempo, um conjunto de reformas econômicas e sociais que surpreenderam favoravelmente a comunidade internacional e contaram com forte apoio interno.
As eleições do outono de 1993 reconduziram Benazir Bhutto ao cargo de primeira-ministra, com o apoio de nova coalizão ainda mais frágil do que a anterior, com diversos pequenos partidos. O retorno do PPP ao poder foi reforçado com a eleição de Farooq Leghari para presidente. Não obstante, o partido de Nawaz Sharif opôs-se ao governo por meio de greves gerais, e uma administração provincial incerta terminou por desacreditar a coalizão. Em 1995, um grupo de oficiais foi preso sob a acusação de preparar uma revolução islâmica. No plano internacional, Bhuto aproximou-se dos Estados Unidos, mas o prosseguimento do programa nuclear paquistanês reacendeu as tensões com a Índia. Bhutto foi demitida em 1996, com seu governo acusado pelo Presidente Leghari de casos de corrupção e de má gestão econômica.
O partido de Nawaz Sharif venceu as eleições de fevereiro de 1997 e obteve maioria de dois terços da Assembleia Nacional. Sharif dedicou-se então a reduzir os poderes presidenciais concedidos pela oitava emenda à constituição, que permitia ao chefe de Estado demitir o governo e nomear os altos escalões militares. A reforma provocou a queda do Presidente Leghari, que renunciou em dezembro daquele ano, e do presidente do Supremo Tribunal, cujo órgão se opusera à iniciativa do novo primeiro-ministro. Muhammad Rafiq Tarar, alinhado com Sharif, foi eleito presidente em 1998. Teve início então um processo de restrição dos direitos políticos que incluiu uma campanha de calúnia contra a oposição e de amordaçamento da imprensa (inclusive ataques físicos contra jornalistas). No campo internacional, a Índia procedeu a cinco explosões nucleares subterrâneas em 1998, provocando, em reação, uma série de testes nucleares paquistaneses no Baluchistão. Os Estados Unidos impuseram sanções econômicas a ambos os países. A questão da Caxemira voltou à baila com um novo conflito indo-paquistanês em 1999: combatentes caxemiras, apoiados por tropas paquistanesas, lançaram uma série de ataques bem-sucedidos próximo à cidade de Kargil; após semanas de combates, terminaram por retirar-se em agosto daquele ano do território controlado pela Índia. Em 12 de outubro de 1999, após tentar demitir o General Pervez Musharraf do cargo de chefe do estado-maior do exército, Nawaz Sharif foi deposto por um golpe militar liderado pelo general, que suspendeu a constituição e, embora o termo "lei marcial" não tenha sido empregado, iniciou um novo período de controle militar da política nacional.

### Golpe militar de 1999

#### Regime Pervez Musharraf (1999-2008)
Nawaz Sharif foi julgado pela acusação de impedir a aterrissagem do avião onde estava o general Musharraf e condenado à prisão perpétua, mas a pena foi comutada em exílio na Arábia Saudita. Em 12 de maio daquele ano, a Corte Suprema avalizou o mandato de Musharraf, embora lhe deu três anos para organizar eleições legislativas.
Dissolução do Parlamento e apoio aos Estados Unidos
Em junho de 2001, o general Pervez Musharraf dissolveu a Assembleia Nacional e se autonomeou presidente do país - acumulando o cargo de chefe das Forças Armadas paquistanesas. No mês seguinte, o general reuniu-se na Índia com o premier Atal Behari Vajpayee, para discutir a questão da Caxemira, mas a cúpula termina sem acordo.
Musharraf tornou-se um dos principais aliados do presidente George W. Bush desde os ataques terroristas do 11 de setembro de 2001. Em troca, a Casa Branca ofereceria ajuda financeira ao país e suspenderia as sanções impostas pelos testes nucleares de 1998. Anos depois, o general declararia, em entrevista ao programa "60 Minutes", da rede norte-americana CBS, que esse apoio ocorreu principalmente porque os Estados Unidos ameaçaram bombardear o Paquistão, caso o país não cooperasse com a guerra contra Osama Bin Laden e o regime Talibã do Afeganistão. Segundo Musharraf, o ex-secretário de Estado adjunto Richard Armitage afirmou ao serviço de segurança paquistanês que o país deveria estar preparado "para voltar à idade da pedra". O apoio do governo paquistanês à "guerra contra o terror" provocou protestos de radicais islâmicos, reprimidos com severidade, em especial na fronteira afegã.
"Legitimação" no poder
Em abril de 2002, quatro dias depois de uma tentativa de atentado contra Musharraf, este se legitimou no poder através de um plebiscito que estendeu seu mandato como presidente por mais cinco anos. Segundo números oficiais, com 97,5% votaram pela permanência do general em seu cargo. No entanto, organizações independentes afirmaram que o número de votantes fora pequeno e havia indícios de fraude na votação. Em junho, um decreto proibiu o retorno ao poder dos ex-primeiros-ministros Benazir Bhutto e Nawaz Sharif. Em agosto Musharraf impôs cerca de trinta emendas reforçaram os seus poderes e enfraqueceram a oposição. Essas reformas constitucionais oficializaram o papel dos militares na política paquistanesa e deram o poder para Musharraf dissolver o Parlamento.
Ainda naquele ano, o Paquistão realizou testes com mísseis capazes de transportar cargas nucleares. Nas eleições legislativas de outubro, o Partido Popular Paquistanês (PPP), da ex-primeira-ministra Benazir Bhutto, ganhou a maioria das cadeiras, seguido pela Liga Muçulmana Paquistanesa-Quaid (PML-Q), partido ligado ao regime militar. Uma coalizão de partidos islâmicos surpreendeu e chegou em terceiro lugar.
Musharraf sofreu duas tentativas de assassinato em dezembro de 2003, quando acordou com os partidos islâmicos reveter parcialmente as emendas à constituição. A economia paquistanesa - em especial as exportações de têxteis - continuou a ressentir-se das relações internacionais anormais e da perpétua agitação política interna.
Crise
A instabilidade no governo Musharraf atingiria o ápice em 2007. Em 9 de março, o general suspendeu o presidente da Suprema Corte Iftikhar Chaudhry, um crítico do presidente, sob alegação de conduta imprópria. Um movimento de juristas uniu-se em torno de Chaudhry e a Corte Suprema do país restituiu em 20 de julho o seu cargo - o que representou um duro revés a Musharraf. A popularidade do general começou a cair em meio a crescentes manifestações por democracia, especialmente após o cerco militar de dez dias ordenado por Musharraf à Mesquita Vermelha, em Islamabad, utilizada por radicais islâmicos. A ação militar resultou em mais de cem mortos e a uma onda de atentados a bomba pelo país.
Ainda em julho, Musharraf encontrou-se com a exilada ex-premiê Benazir Bhutto em Abu Dhabi, em que se discutiram o retorno à democracia. O general queria o apoio de Benazir nas eleições presidenciais daquele ano. A líder do PPP pediu que ele deixasse o comando de chefe do Exército e que ela pudesse concorrer a um terceiro mandato como premiê paquistanesa - Benazir estava impedida de concorrer por causa de acusações de corrupção. Em setembro, o ex-premiê Nawaz Sharif tentou voltar ao país, mas foi reenviado para a Arábia Saudita quando se encontrava aeroporto de Islamabad.
Em 2 de outubro, Musharraf designou o ex-diretor-geral do serviço secreto como seu sucessor para o cargo de chefe do Exército e anunciou que retiraria as acusações de corrupção contra Benazir Bhutto. Musharraf venceu as eleições presidenciais, mas Suprema Corte avaliaria legalidade da candidatura do general. No dia em que a ex-primeira-ministra Benazir Bhutto retornou ao Paquistão, sua comitiva foi alvo de um atentado terrorista que deixou mais de uma centena de mortos.
Com a instabilidade política e a diminuição de sua popularidade, Musharraf decretou, no início de novembro, estado de exceção no país. Com isso, o general suspendeu a Constituição e afastou o presidente da Suprema Corte, Iftikhar Chaudhry, alegando acirramento dos conflitos entre as forças de segurança e militantes islâmicos nas regiões tribais do noroeste do Paquistão e pela interferência do Judiciário em assuntos do Executivo. Aliado de Musharraf, o governo dos Estados Unidos pressionou o general a realizar eleições livres. O Paquistão recebeu cerca de US$ 10 bilhões dos Estados Unidos desde 2001 para financiar operações contra militantes islâmicos.
No dia 27 de dezembro de 2007, durante um comício na cidade de Rawalpindi, do qual participava a líder oposicionista Benazir Bhutto, um homem-bomba detonou explosivos e matou pelo menos vinte pessoas. No meio da confusão Bhutto foi assassinada com tiros no peito e no pescoço. A morte de Benazir aconteceu a duas semanas das eleições no país, marcadas para 8 de janeiro de 2008, das quais a ex-premiê deveria participar.
Em fevereiro de 2008 ocorreram os comícios legislativos, nos quais se destacou o PPP, de Bhutto, e o PML-N (Liga Muçulmana do Paquistão-Nawaz), de Sharif. No mês seguinte, os dois partidos formaram um governo de coalizão do qual fazem parte também dois partidos minoritários, tendo Yusuf Raza Guilani como primeiro-ministro. Em maio, o PML-N retirou-se da coalizão por desavenças com o PPP sobre a restauração do Poder Judiciário.
Em agosto de 2008, o O PPP e o PML-N anunciaram que apresentariam ao Parlamento um pedido de abertura de processo de impeachment de Musharraf, que acabou anunciando pela televisão a sua renúncia ao cargo de presidente.

### Novo governo civil
Após a renúncia de Musharraf, uma eleição indireta elegeu Asif Ali Zardari (PPP) como novo presidente do país, derrotando o candidato rival (do partido de Nawaz Sharif).